# 郭策
郭策（1970年9月—），男，黑龙江哈尔滨人，中华人民共和国外交官，曾任中华人民共和国驻几内亚比绍共和国特命全权大使。

## 生平
1992年，进入中华人民共和国劳动部工作，任科员、副主任科员、主任科员。1998年，任劳动和社会保障部办公厅正科级秘书、副处级秘书。2002年，调入对外贸易经济合作部公平贸易局助理调研员、副处长。2003年，任商务部公平贸易局副处长、处长。2009年，挂职重庆市九龙坡区副区长。2010年，回任商务部公平贸易局处长。2012年，任商务部国际商务官员研修学院副院长、培训中心副主任。2015年，任驻肯尼亚大使馆参赞。2019年，升公使衔参赞。2020年10月，出任中华人民共和国驻几内亚比绍大使。2024年4月，自驻几内亚比绍大使离任。回国任商务部外贸发展事务局副局长。2025年，任驻印度大使馆公使。

## 家庭
已婚，有一女。

## 荣誉

### 外国勋章奖章
- 合作与发展国家荣誉勋章（几内亚比绍，2024年3月22日于比绍总统府颁发[7]）